# عزيزي ديفيد (فلم إندونيسي)
عزيزي ديفيد (بالإنجليزية: Dear David) هو فيلم درامي فانتازيا رومانسي إندونيسي صدر عام 2023 من إخراج لاكي كسواندي. شارك في بطولة الفيلم كل من شينينا سينامون، وإمير ماهيرا، وكيتلين نورث لويس. عُرض الفيلم عالميًا على منصة نتفليكس ابتداءً من 9 فبراير 2023.

## القصة
تنقلب حياة "لاراس" (شينينا سينامون)، طالبة الثانوية الذكية، رأساً على عقب عندما يتسرب مدونتها التي تحتوي على خيالات جريئة حول "ديفيد" (إمير ماهيرا)، الشاب الذي تعجب به، ليصبح معروفًا للجميع في المدرسة. يكتشف "ديفيد" أن "لاراس" هي الكاتبة، ويعدها بعدم الكشف عن الأمر بشرط: أن تساعده على التقرب من "ديلا" (كيتلين نورث لويس)، صديقتها المقربة، التي اتُهمت من قِبل المدرسة بأنها صاحبة هذه المدونة المثيرة للجدل. ورغم الاتهامات، ترفض "ديلا" الإقرار بذلك، لكنها تتعرض للتنمر من زملائها. سرعان ما تصبح العلاقة بين الثلاثة معقدة، مما يثير صراعاً مشحوناً بالمشاعر.

## الممثلون
- شينينا سينامون بدور لاراس سوتانتو
- إمير ماهيرا بدور ديفيد
- كيتلين نورث لويس بدور ديلا
- مايا حسن بدور بو هانا، والدة لاراس
- جيني زانغ بدور بو إنداه، مديرة المدرسة
- ريستو سيناكا بدور باك ديدي، والد ديفيد
- فيراس يودها بدور دافا
- مايكل أوليندو بدور أريا
- بالستين إرتيزا بدور غيلانغ
- آرا أجيسوي بدور فرح
- كلودي بوتري بدور جوانا
- جيسلين تانيا بدور كيلي
- بريشكا ناتاشيا بدور ميشيل
- أغنيس نعومي بدور شيرين
- آن ياسمين بدور شيندي
- نالا أمريثا بدور ساسا
- إيزابيل جاهيا بدور ويدي، والدة ديلا
- نعومي كريستي بدور أماندا
- ناتاليوس شندانا بدور الكاهن
- سوني سون بدور المرشد
- لوتيشا بدور أنيا
- فرانس نيكولاس بدور باك أنتون، معلم الرياضة
- ريكي سالدان بدور بانغ واهيو، مساعد بو هانا

## وصلات خارجية
- عزيزي ديفيد على موقع IMDb (الإنجليزية)
- عزيزي ديفيد على موقع روتن توميتوز (الإنجليزية)
- عزيزي ديفيد على موقع نتفليكس (الإنجليزية)
- عزيزي ديفيد على موقع قاعدة بيانات الفيلم (الإنجليزية)
- عزيزي ديفيد على موقع ليتربوكسد (الإنجليزية)